# Neurotrichini
A Neurotrichini az emlősök (Mammalia) osztályának Eulipotyphla rendjébe, ezen belül a vakondfélék (Talpidae) családjába tartozó nemzetség.

## Rendszerezés
A nemzetségbe az alábbi 1 élő nem és 1 fosszilis nem tartozik:
- Neurotrichus Günther, 1880 - típusnem
- †Quyania Hutterer, 2005[1]

### Fordítás
- Ez a szócikk részben vagy egészben  a   Neurotrichini című angol Wikipédia-szócikk ezen változatának fordításán alapul.  Az eredeti cikk szerkesztőit annak laptörténete sorolja fel. Ez a jelzés csupán a megfogalmazás eredetét és a szerzői jogokat jelzi, nem szolgál a cikkben szereplő információk forrásmegjelöléseként.